# Oberamt Alzey

Kurpfälzische Oberämter,
4 = Oberamt Alzey

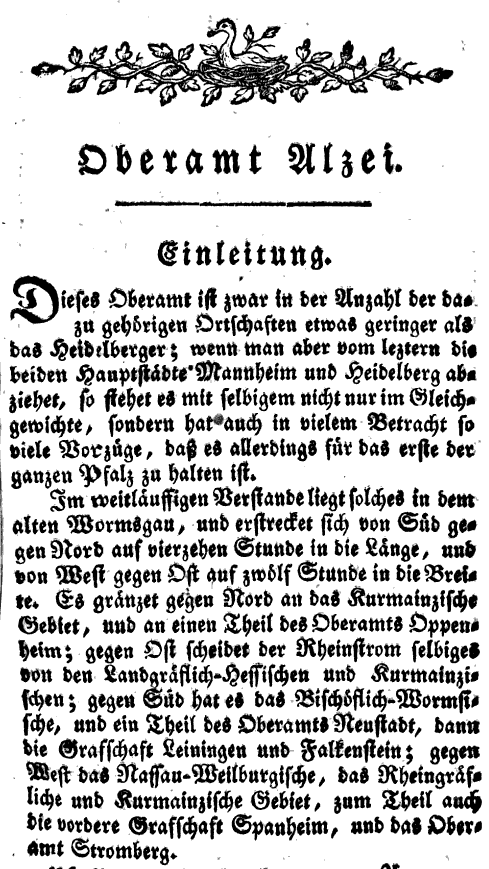
Beschreibung des Oberamtes Alzey, in Band 3 von Johann Goswin Widders Versuch einer vollständigen Geographisch-Historischen Beschreibung der Kurfürstlichen Pfalz am Rheine

Das Oberamt Alzey war einer von 19 kurpfälzischen Verwaltungs- und Gerichtsbezirken im heutigen Rheinhessen. Es bestand bis zum Ende des 18. Jahrhunderts.

## Geographie
Der Hauptteil erstreckte sich über das Gebiet des heutigen Rheinhessens bis in die Nordpfalz bzw. die nördliche Vorderpfalz. Nachgeordnete Verwaltungseinheit innerhalb dieses Oberamtes waren die Unterämter Erbes-Büdesheim und – seit 1705 und mit Unterbrechung – Freinsheim. Das Oberamt Alzey grenzte (im Uhrzeigersinn) an das Oberamt Oppenheim, den Rhein, Worms, das Oberamt Neustadt, Leiningen Westerburg, die Ämter Kirchheim und Stauf (Nassau-Weilburg), sowie im Nord-Westen an einzelne Landesteile von Nassau-Usingen, der Rheingrafen und Kur-Mainz.
Der Landeskundler Johann Goswin Widder schreibt 1787 in seinem Versuch einer vollständigen Geographisch-Historischen Beschreibung der Kurfürstlichen Pfalz am Rheine (Band 3), das Oberamt Alzey habe so viele Vorzüge, „daß es allerdings für das erste der ganzen Pfalz zu halten ist“.
Nach einer Karte von J.Hegemann von 1774 gehörten folgende Ortschaften und Städte zum Oberamt (Ergänzt um die Zugehörigkeit zum Unteramt Freinsheim (UA-F) bzw. Unteramt Erbes-Büdesheim (UA-EB)):
Albig
Alsheim
Alzey
Armsheim
Aspisheim
Bechenheim (UA-EB)
Bermersheim
Biebelnheim
Blödesheim
Dackenheim (UA-F)
Dalsheim
Dautenheim
Dienheim
Dintesheim
Dittelsheim
Dorndürckheim
Eich
Eimsheim
Einselthum
Enzheim
Eppelsheim
Erbesbüdesheim (UA-EB)
Esselborn
Flomborn
Flomersheim (UA-F)
Freimersheim
Freinsheim (UA-F)
Frettenheim
Gimbsheim
Großkarlbach (UA-F)
Großniedesheim (UA-F)
Gundersheim
Hangenwahlheim
Hangenweisheim
Hamm
Heimersheim
Heppenheim bei Alzey
Heppenheim b. Worms (UA-F)
Heßheim (UA-F)
Hochheim
Immesheim (UA-F)
Kettenheim
Kleinniedesheim (UA-F)
Kriegsfeld (UA-EB)
Kriegsheim
Leiselheim
Lonsheim
Mauchenheim
Mölsheim
Monzernheim
Mörsfeld (UA-EB)
Mörstadt
Münster
Nack
Niederflörsheim
Niederweinheim
Oberflörsheim
Oberndorf (UA-EB)
Obersülzen (UA-F)
Odernheim
Offenheim
Offstein (UA-F)
Osthofen
Ottersheim (UA-F)
Pfeddersheim
Pfiffligheim
Rodenbach (UA-F)
Ruppertsecken (UA-EB)
Schiersfeld (UA-EB)
Schimsheim
Selzen
Sion (Kloster)
Spiesheim
Sponsheim
Standenbühl (UA-EB)
Stetten
Undenheim
Wahlheim
Weinheim
Weinolsheim
Weisenheim am Sand (UA-F)
Westhofen
Wintersheim
Wolfsheim
Wonsheim

## Oberamtmänner
Liste der Oberamtmänner nach Widders Beschreibung der Kurfürstlichen Pfalz am Rheine. Das Amt war verbunden mit der Burggrafeneigenschaft in Alzey, bzw. es entwickelte sich daraus.
- 1277 Emicho Wildgravius

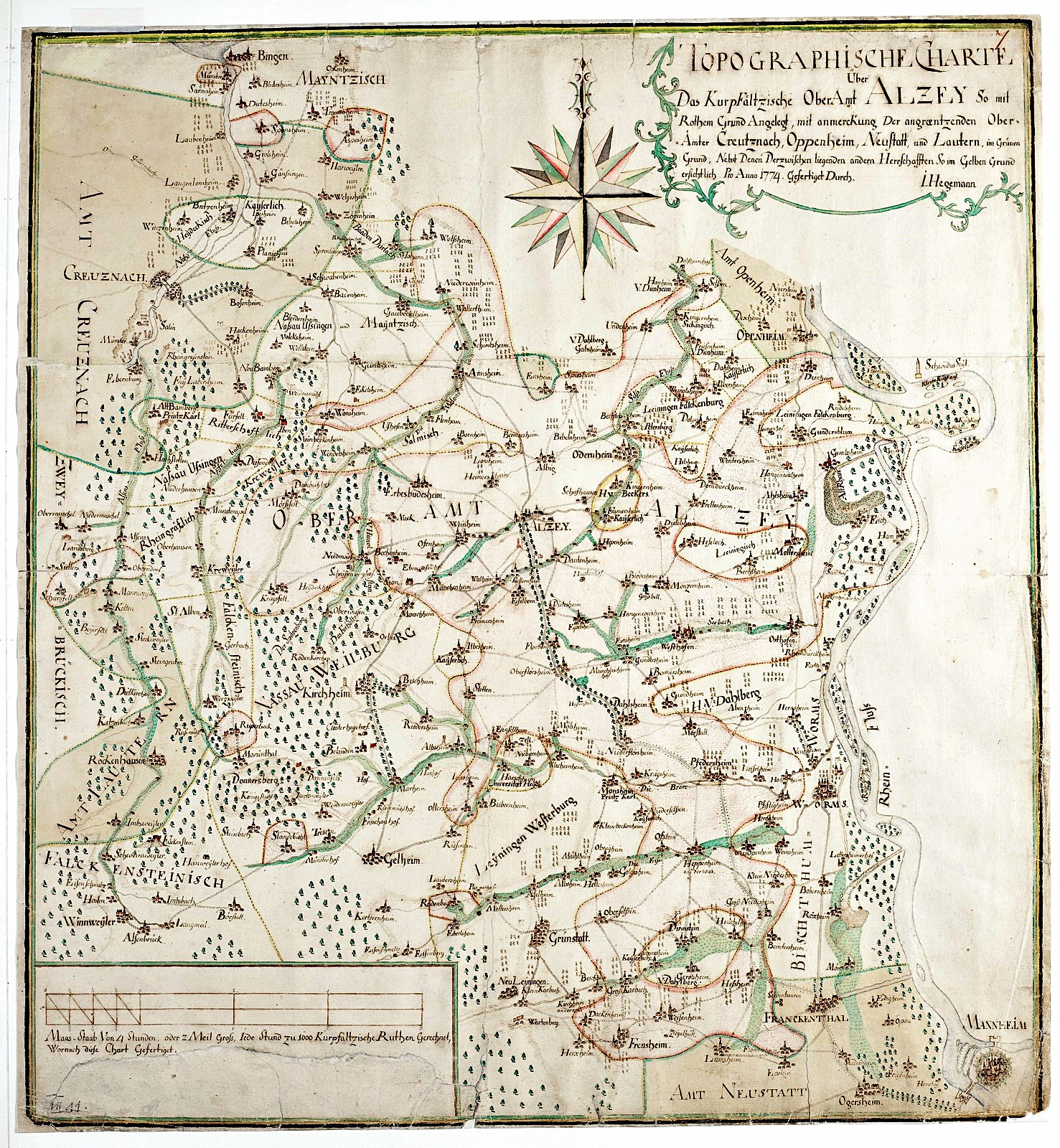
Landkarte, Kurpfälzisches Oberamt Alzey, 1774

- 1278 Graf Friedrich III. von Leiningen
- 1356 Diether Kämmerer von Worms, Vizdum
- 1392 Hermann Boos von Waldeck, Burggraf
- 1411 Hermann von Rodenstein, Ritter und Burggraf
- 1421 Werner von Albich genannt Dexheimer, Burggraf
- 1430 Heinrich von Henigesheim, Burggraf
- 1434 Werner Winter von Alzei, Burggraf
- 1440 Hermann von Rodenstein
- 1444 Diether von Sickingen
- 1462 Hanns von Walbrunn
- 1467 Philipp von Frankenstein
- 1471 Bligger Landschad von Steinach
- 1474 Erhard von Ramburg
- 1480 Erkinger von und zu Rodenstein
- 1494 Johann von Morschheim
- 1497 Eberhard Vetzer von Geispitzheim
- 1499 Hanns Landschad von Steinach
- 1508 Johann Brenner von Löwenstein
- 1514 Joachim von Seckendorf
- 1518 Valentin Schenk von Erbach
- 1520 Dietrich von Schönenberg
- 1532 Ludwig von Neipperg
- 1534 Burkhard von Weiler
- 1542 Schwicker von Sickingen
- 1544 Cuno Eckbrecht von Dürkheim
- 1545 Friedrich von Flersheim
- 1554 Cuno Eckbrecht von Dürkheim (zum 2. mal)
- 1558 Valentin Graf von Erbach Herr zu Breuberg
- 1568 Christoph von Gottfart
- 1570 Philipp von Neipperg
- 1575 Albert von Pagke
- 1582 Hermann von Kötteriz
- 1584 Stephan Heinrich Graf von Eberstein, Herr zu Neugarten und Massau
- 1592 Philipp Freiherr von Winneberg und Beilstein
- 1600 Philipp von Beilstein (des vorigen Sohn)
- 1621 Wilhelm Ferdinand von Efferen, Kaiserl. Burggraf
- 1627 Philipps Jakob Waldecker von Kempt
- 1634 Philipp Freiherr von Winneberg und Beilstein (wurde von den Schweden wieder eingesetzt)
- 1657 Balthasar Schmidt von Schmidtfelden, Generalleutnant
- 1659 Johann von Arenden, Vize-Burggraf
- 1664 Christian Graf zu Sayn und Wittgenstein, Obermarschall und Burggraf
- 1680 Wolfgang Dietrich zu Castell-Remlingen
- 1689 Casimir Heinrich von und zum Steinkallenfels
- 1699 Hermann Adrian Freiherr von Wachtendonck
- 1702 Marquard Graf von Fugger Kirchberg Weisenhorn
- 1708 Hermann Arnold Freiherr von Wachtendonck
- 1768 Karl Ludwig Freiherr von Rodenhausen